# KC Motorgroup
KC Motorgroup (KCMG) – hongkoński zespół wyścigowy, założony w 2007 roku przez Paula Ip. Zespół startuje w FIA World Endurance Championship, 24-godzinnym wyścigu Le Mans oraz w European Le Mans Series. Ekipa pojawia się na starcie głównie w wyścigach japońskich i chińskich serii wyścigów turystycznych, bolidów jednomiejscowych i długodystansowych, takich jak Super Formula, Japońska Formuła 3, Azjatycka Formuła Renault, Chińska Formuła Masters, Japońska Formuła 4, China Touring Car Championship, Azjatycka Formuła 3, Super GT, Clio Cup China Series, Hong Kong Touring Car Championship i Asian Le Mans Series. Poza Azją zespół uczestniczy w mistrzostwach FIA World Endurance Championship i w słynnym wyścigu 24h Le Mans, w którym w 2015 roku odniosła zwycięstwo w klasie LMP2.